# Luteocarcinus sordidus
Luteocarcinus sordidus is een krabbensoort uit de familie van de Pilumnidae. De wetenschappelijke naam van de soort is voor het eerst geldig gepubliceerd in 1990 door Ng.